# Prima Donna (groupe britannique)
Pour les articles homonymes, voir Prima donna (homonymie).
Ne doit pas être confondu avec Prima Donna (groupe américain).
Prima Donna est un groupe britannique composé des sœurs Kate Robbins et Jane Robbins, Sally Ann Triplett, Danny Finn, Alan Coates et Lance Aston (frère de Jay Aston, membre de Bucks Fizz, groupe remportant l'Eurovision 1981). Le groupe s'est formé en 1980 et s'est séparé un an plus tard, après avoir sorti deux singles.
Le groupe est principalement connu pour avoir remporté la finale nationale britannique pour l'Eurovision A Song for Europe 1980 et sa participation au Concours Eurovision de la chanson 1980 pour le Royaume-Uni avec la chanson Love Enough for Two, où il a terminé 3e sur 19 avec 106 points,.

## Discographie

### Singles
| Année                                                                                     | Single              | Classement hebdomadaire |
| Année                                                                                     | Single              | Royaume-Uni             |
| ----------------------------------------------------------------------------------------- | ------------------- | ----------------------- |
| 1980                                                                                      | Love Enough for Two | 48                      |
| 1980                                                                                      | Just Got to Be You  | —                       |
| « — » signifie que le single ne s'est pas classé ou n'est pas sorti dans le pays indiqué. |                     |                         |